# Lippia magentea
Lippia magentea ist eine Pflanzenart aus der Gattung Süßkräuter (Lippia) innerhalb der Familie der Eisenkrautgewächse (Verbenaceae). Sie ist in Brasilien heimisch und wurde 2001 während einer Revision der ebenfalls zu den Eisenkrautgewächsen gehörenden Gattung Lantana erstbeschrieben. Das Artepitheton magentea bezieht sich auf die magentafarbene Blüte.

## Beschreibung

### Erscheinungsbild und Blatt
Lippia magentea ist ein strauchige Pflanze mit einer Wuchshöhe von 0,5 bis 4 Metern. Die Äste sind aufrecht stehend und dornenlos. Auffällig ist die raue Behaarung mit einfachen, weißen Härchen, die die gesamte Pflanze an Stängeln und Blättern aufweist.
Die gegenständig angeordneten Laubblätter sind in Blattstiel und Blattspreite gegliedert. Der Blattstiel ist 1 bis 1,5 Zentimeter lang. Die einfache Blattspreite ist bei einer Länge von 6 bis 12 Zentimetern sowie einer Breite von 3 bis 5,5 Zentimetern eiförmig mit einem spitzen oberen Ende und einem gezähnten Rand.

### Blütenstand und Blüte
Die Blütezeit liegt in den Monaten Februar bis April sowie sporadisch im Juli, August, November und Dezember.
Die einzeln stehenden, seitenständigen Blütenstände weisen eine Höhe von 4,5 bis 5,5 Zentimeter auf und sind damit kürzer als die Blätter. Die Rhachis ist etwa 1,5 Zentimeter lang.
Die zwittrigen Blüten besitzen eine doppelte Blütenhülle. Die Kelchblätter sind etwa 2 Millimeter lang und zweilappig und vorn abgerundet. Die Kronblätter sind gleichartig schuppenförmig und magentafarbig. Sie sind bei einer Länge von 10 bis 15 Millimetern sowie einer Breite von 3 bis 5,5 Millimetern eiförmig mit einem zugespitzten oberen Ende. Die gesamte Blütenkrone ist entsprechend magentafarben. Die Kronröhren sind etwa 9 Millimeter lang mit einer goldgelben Innenseite.

### Frucht
Die Früchte sind im unreifen Zustand grün und werden später zur Reife schwarz mit einer glatten Oberfläche. Das Mesokarp ist dünn und es sind zwei Steinkerne (Pyrene) vorhanden.

## Vorkommen
Lippia magentea wurde bislang aus Bahia und Minas Gerais in Brasilien beschrieben. Sie gedeihen in den Caatingawäldern und den Cerrados, die beide durch ein Semiarides Klima mit einer geringen Regenmenge im Jahr gekennzeichnet sind.

## Originalbeschreibung
Tânia Regina dos Santos Silva beschrieb Lippia magentea 2001 als
„Haec species a congeneris habitu fruticoso, indumento hirsuto; folis amplis; inflorescentia foliis breviore bracteis inter se aequalibus munita; corolla magentea atque fructus pyrenis duabus distinguitur.“
Übersetzung: „Diese Art unterscheidet sich von den verwandten [Arten] durch [folgende Merkmale]: strauchigen Habitus, dichte Behaarung; große Blätter; mit einer Infloreszenz, die kürzer als die Blätter ist und mit Hochblättern, die unter sich gleich groß sind; mit magentafarbener Krone und Früchten mit zwei Steinkernen.“
Tânia Regina dos Santos Silva entdeckte diese Art bei einer Überarbeitung der nahe verwandten Gattung Lantana.

## Systematik
Lippia magentea wird von dos Santos Silva als eine Art der Süßkräuter (Lippia) innerhalb der Eisenkrautgewächse (Verbenaceae) beschrieben. Sie stellt vor allem eine Ähnlichkeit mit Lippia macrophylla aus den atlantischen Küstenwäldern aufgrund des gleichen Habitus heraus, unterscheidet beide jedoch voneinander durch Details im Aufbau der Blüten. Eine phylogenetische Untersuchung liegt nicht vor.